# Municipio de Parker (Arkansas)
El municipio de Parker (en inglés: Parker Township) es un municipio ubicado en el condado de Nevada en el estado estadounidense de Arkansas. En el año 2010 tenía una población de 628 habitantes y una densidad poblacional de 4,76 personas por km².

## Geografía
El municipio de Parker se encuentra ubicado en las coordenadas 33°34′1″N 93°24′20″O / 33.56694, -93.40556. Según la Oficina del Censo de los Estados Unidos, el municipio tiene una superficie total de 131.87 km², de la cual 131,57 km² corresponden a tierra firme y (0,23 %) 0,3 km² es agua.

## Demografía
Según el censo de 2010, había 628 personas residiendo en el municipio de Parker. La densidad de población era de 4,76 hab./km². De los 628 habitantes, el municipio de Parker estaba compuesto por el 91,88 % blancos, el 6,21 % eran afroamericanos, el 0,8 % eran amerindios y el 1,11 % eran de una mezcla de razas. Del total de la población el 1,75 % eran hispanos o latinos de cualquier raza.